# سوسکچه برگ‌پیمای آئوراتوس
برگ‌پیمای آئوراتوس (نام علمی: Attelabus auratus) نام یک گونه از سرده سوسکچه‌های برگ‌پیمای آتلابوس است.